# 최설아
최설아(1985년 10월 23일~)는 대한민국의 개그우먼이다.

## 학력
- 동덕여자대학교 방송연예과

## 출연 작품

### 예능
- 《개그야》(MBC, 2008년)
- 《하땅사》(MBC, 2009년)
- 《뜨거운 형제들》(MBC, 2010년)
- 《웃고 또 웃고》(MBC, 2011년)
- 《뮤직 코믹쇼》(MBC Music, 2012년)
- 《코미디에 빠지다》(MBC, 2012년)
- 《코미디의 길》(MBC, 2014년)
- 《웃음을 찾는 사람들》(SBS, 2014년)

### 연극
- 《온에어 라이브》(2010년) - 멀티걸 역

### 뮤직비디오
- 박윤경 - 도도한여자(2013년)

## 가족
- 배우자: 조현민(2015년 결혼)
- 딸: 조예담